# Euthryptochloa
Euthryptochloa és un gènere de plantes de la família de les poàcies, ordre de les poals, subclasse de les commelínides, classe de les liliòpsides, divisió dels magnoliofitins. La seva única espècie coneguda és originària de la Xina.

## Taxonomia
- E. longiligulata Cope